# Ottawa Islands
Ottawa Islands är en arkipelag i Hudson Bay i Kanada.   De ligger i territoriet Nunavut, i den östra delen av landet, 1 600 km norr om huvudstaden Ottawa. Bronson Island, Booth Island, Gilmour Island, Perley Island, Pattee Island, J. Gordon Island, Eddy Island och Waters Island är de större öarna i arkipelagen.